# Számwald Gyula

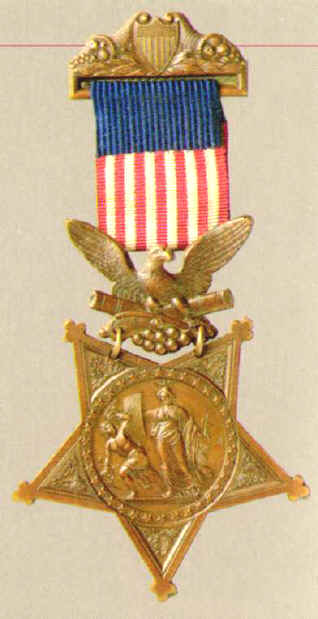
A Medal of Honor kitüntetést 1893-ban kapta meg Számvald Gyula

Számwald Gyula, Számvald, később Stahel Gyula, Julius H. Stahel-Számwald, Stahel-Számwald Gyula (Szeged, 1827. november 5. – New York, N.Y., Amerikai Egyesült Államok, 1912. december 4.) magyar honvédfőhadnagy az 1848-49-es magyar szabadságharcban, az amerikai polgárháborúban az északiak vezérőrnagya, az Amerikai Egyesült Államok diplomatája, a Medal of Honor kitüntetettje.

## Élete
Apja Számvald András Pál (Mosonmagyaróvár), anyja Nagy Barbara 1801-1828? húga Hermina Elisa Paulina (az árva Számvald Gyulát Ágoston Alojzia, apjának második felesége nevelte).
A Stahel nevet emigrációban vette fel 1855-ben Londonban. Felesége Zeilinger Emilia (elvált asszony, az előző férje nevén ismeretes).
Az 1848-as forradalom előtt Pesten könyvkereskedése volt. Jó barátságot ápolt Petőfi Sándorral. A költő hozzá írta az „Egy könyvárus emlékkönyvébe” című versét. A szabadságharcban főhadnagyként vett részt Guyon Richárd hadosztályában. A branyiszkói ütközetben megsebesült. Ezzel kapcsolatban a szakirodalom eltérő álláspontokat fogalmaz meg: Lukács Lajos szerint csak Guyon alatt szolgált. Várdy Béla szerint Bem és Guyon seregeiben szolgált. Ács Tivadar szerint Klapka György és Guyon hadtestében harcolt.
Vasváry Ödön szerint Görgei Artúr és Guyon hadtestében harcolt. Bona Gábor szerint Branyiszkónál még csak közlegény, s azt írja, hogy állítólag hadnagy lett. A világosi fegyverletétel után Lipcsében újságíróként dolgozott. Rövid időre hazatért, majd 1855-ben újra emigrált, előbb Londonba, majd New Yorkba ment. Amerikában hírlapírással foglalkozott. Angliában vette fel a Stahel nevet. A névváltoztatás oka nem ismert, de az amerikai polgárháborúban részt vevő Julius Stahel és a magyar szabadságharcból ismert Számwald Gyula közötti azonosság kétségtelen.

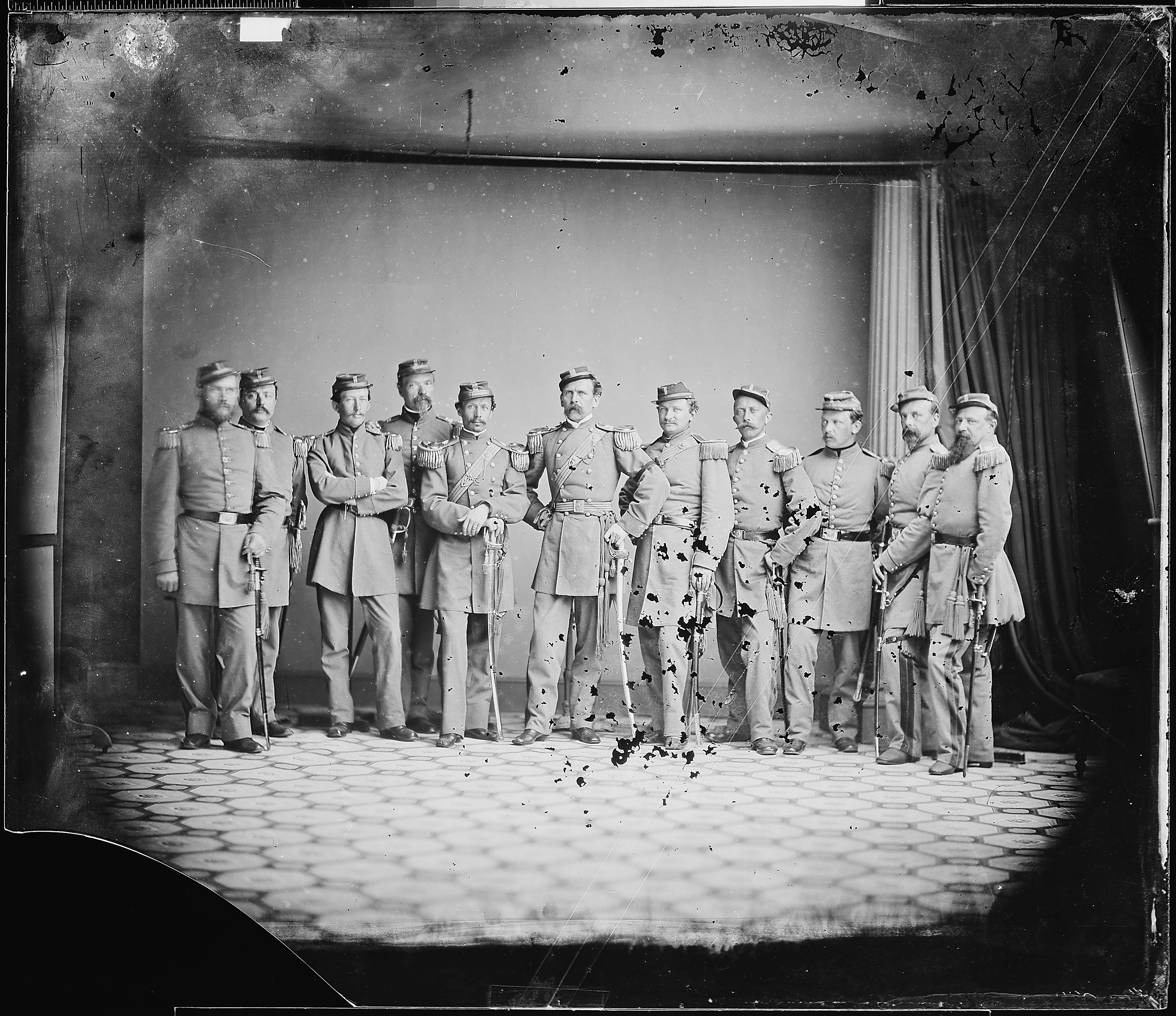
Számwald Gyula, Louis Blenker és Felix Salm-Salm porosz herceg, amerikai önkéntes és a 8. New York-i önkéntesezred tisztjei. Számwald balról az ötödik, Blenker a hatodik és Salm-Salm a hetedik.

Mikor Lincoln elnök kibocsátotta felhívását önkéntes csapatok felállítására, 1861 májusában Stahel megkezdte a 8. New York-i gyalogezred szervezését. Az első Bull Run-i csatában 1861. július 21-én ennek az ezrednek volt a parancsnoka, és rá hárult a feladat, hogy a vesztes csata után biztosítsa az északiak számára a visszavonulást. Magyarok is szolgáltak ezredében, köztük Pokorny Antal alezredes. Stahel Gyula részt vett a polgárháború számos csatájában, különösen kitüntette magát 1862. június 8-án a Cross Keys-i ütközetben, majd 1864. június 5-én a piedmonti ütközetben. Ez utóbbiért 1893-ban megkapta a legnagyobb amerikai katonai kitüntetést a Medal of Honort. Hősiességét és katonai vezetői tehetségét már a polgárháború alatt is elismerték, 1861. november 12-én dandártábornoki, 1863. március 14-én pedig vezérőrnagyi kinevezést kapott. Így ő egyike az amerikai polgárháború hét magyar származású tábornokának.
A piedmonti ütközetben bal karját szétroncsolta egy golyó. Sebei begyógyultak, de ez katonai pályafutásának végét jelentette. Ezután haditörvényszéki elnök volt a polgárháború végéig, a háború után amerikai főkonzul lett Japánban, majd Sanghajban. Érdekes, hogy polgárháborús ellenfele, John S. Mosby ugyanebben az időben Hongkongban volt konzul, a korábbi ellenfelek jó barátságot kötöttek. 1885-ig állt diplomáciai szolgálatban, ezután visszatért az Amerikai Egyesült Államokba, New Yorkba. New Yorkban az Equitable Life Insurance Company sokra értékelt főtisztviselője lett. Az amerikai előkelő társaságok felkarolták a polgárháború generálisát, az amerikai politikusok, kivált a Republikánus Párt vezetői kikérték véleményét. A nagy idők amerikai magyar tanúi, Rózsafy Mátyás, Gaál Sándor, Figyelmessy Fülöp, ha New Yorkban jártak, meglátogatták őt a St. James Hotelben, amely Stahel állandó lakhelye volt. E szállodában kereste fel őt Pivány Jenő, Pivány kérésére Stahel a Magyar Nemzeti Múzeumra hagyományozta levelezését, kinevezési okiratait, emlékeit.
1896-ban Stahel hazalátogatott a  millenniumi ünnepségekre, de itthon nem vették észre, így járt Pulitzer József újságmágnás is 1875-ös magyarországi látogatása során, Xantus János hazai megbecsülése is sok kívánnivalót hagyott maga után. Stahel békésen élte öreg napjait New Yorkban, esténként szálláshelyének halljában üldögélt, s amerikai barátaival beszélgetett, akik szívesen hallgatták visszaemlékezéseit Abraham Lincoln elnökről, Ulysses S. Grant tábornokról stb. Csendes, boldog öregséggel áldotta meg a sors.
1912-ben halt meg, a nemzeti hősök washingtoni Arlingtoni Nemzeti Temetőjében helyezték örök nyugalomra katonai tiszteletadás mellett, a katonaság sortűzzel tisztelgett, 21 lövés dördült el az ágyúkból. Koporsóján Wilson elnök koszorúját is elhelyezték, s az amerikai magyarság piros-fehér-zöld szalagos koszorúját, melyen ez a felírás szerepelt: „Hungary Mourns her Son” (Magyarország gyászolja a fiát).

## Források

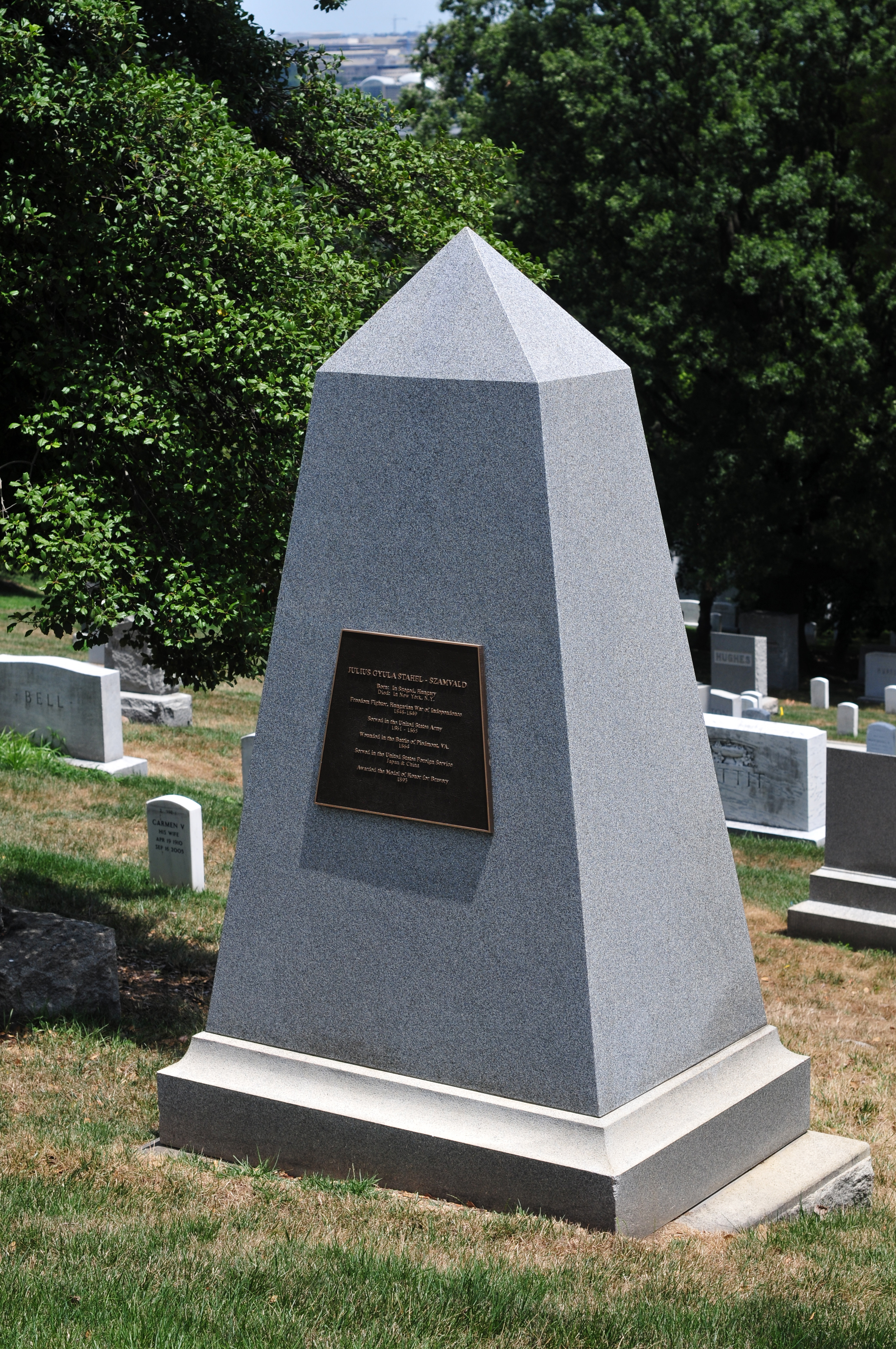
Síremléke az Arlington Nemzeti Temetőben, Washington, D.C.